# Charvieu-Chavagneux
Pour les articles homonymes, voir Chavagneux.
Charvieu-Chavagneux est une commune française située dans le département de l'Isère, en région Auvergne-Rhône-Alpes. Elle est issue de la fusion, en 1961, des communes de Charvieu et de Chavagneux-Montbertrand. C’est une ville de la région lyonnaise.
Cette commune, autrefois paroisse de la province royale du Dauphiné est l'une des trois villes-centres de l'unité urbaine de Charvieu-Chavagneux située dans la partie orientale de l'aire d'attraction de Lyon.
Les habitants de la commune sont dénommés les Charvieulands ou Charvieulandes.

## Géographie

### Localisation
Positionnée au centre d'une petite unité urbaine qui porte son nom, la commune de Charvieu-Chavagneux est située dans le quart nord-ouest du département de l'Isère, non loin des limites orientales du département du Rhône et de la métropole de Lyon.
Adhérente à la communauté de communes Lyon Saint-Exupéry en Dauphiné qui rassemble les quatre communes de l'Isère  les plus proches de l'agglomération lyonnaise, la petite ville, fortement urbanisée et d'une population approchant les 10 000 habitants, peut être considérée comme appartenant à la banlieue de Lyon.
| Anthon                     | Chavanoz            | Pont-de-Chéruy    |
| Janneyrias                 | Charvieu-Chavagneux |                   |
| Colombier-Saugnieu (Rhône) |                     | Tignieu-Jameyzieu |

### Géologie

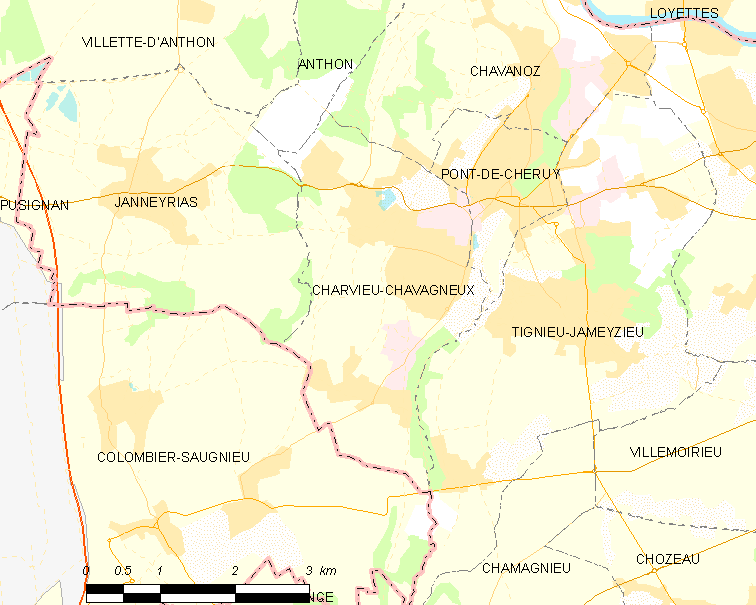
Carte de Charvieu-Chavagneux et des communes limitrophes.

Situé dans la frange occidentale du plateau de l'Isle Crémieu (autrefois dénommé « Isle Chéruy »), le secteur de Charvieu-Chavagneux est constitué de collines molassiques et de moraines péri glaciaires.

### Hydrographie
Le territoire communal est bordé dans sa partie sud-est par la Bourbre, un modeste affluent direct en rive gauche du Rhône qu'il rejoint quelques kilomètres au nord, au niveau du territoire de Chavanoz. Cette rivière, dont le cours est de 72,2 km, sépare la commune du territoire de Tignieu-Jameyzieu.

### Climat
Pour des articles plus généraux, voir Climat d'Auvergne-Rhône-Alpes et Climat de l'Isère.
En 2010, le climat de la commune est de type climat océanique altéré, selon une étude du Centre national de la recherche scientifique s'appuyant sur une série de données couvrant la période 1971-2000. En 2020, Météo-France publie une typologie des climats de la France métropolitaine dans laquelle la commune est dans une zone de transition entre le climat semi-continental et le climat de montagne et est dans la région climatique Bourgogne, vallée de la Saône, caractérisée par un bon ensoleillement (1 900 h/an), un été chaud (18,5 °C), un air sec au printemps et en été et des vents faibles.
Pour la période 1971-2000, la température annuelle moyenne est de 11,8 °C, avec une amplitude thermique annuelle de 18,2 °C. Le cumul annuel moyen de précipitations est de 952 mm, avec 9,9 jours de précipitations en janvier et 6,8 jours en juillet. Pour la période 1991-2020, la température moyenne annuelle observée sur la station météorologique de Météo-France la plus proche, « Lyon-Saint-Exupery », sur la commune de Colombier-Saugnieu à 5 km à vol d'oiseau, est de 12,8 °C et le cumul annuel moyen de précipitations est de 862,5 mm,. Pour l'avenir, les paramètres climatiques de la commune estimés pour 2050 selon différents scénarios d'émission de gaz à effet de serre sont consultables sur un site dédié publié par Météo-France en novembre 2022.
| Mois                                  | jan.             | fév.             | mars            | avril         | mai             | juin          | jui.           | août           | sep.           | oct.            | nov.            | déc.             | année      |
| ------------------------------------- | ---------------- | ---------------- | --------------- | ------------- | --------------- | ------------- | -------------- | -------------- | -------------- | --------------- | --------------- | ---------------- | ---------- |
| Température minimale moyenne (°C)     | 1,1              | 1,4              | 4,3             | 7,3           | 11,2            | 14,8          | 16,7           | 16,5           | 12,8           | 9,6             | 4,8             | 1,9              | 8,5        |
| Température moyenne (°C)              | 3,9              | 4,9              | 8,8             | 12,1          | 16,1            | 19,9          | 22,1           | 21,9           | 17,7           | 13,5            | 7,9             | 4,6              | 12,8       |
| Température maximale moyenne (°C)     | 6,6              | 8,4              | 13,4            | 16,9          | 20,9            | 25            | 27,5           | 27,3           | 22,5           | 17,3            | 11              | 7,2              | 17         |
| Record de froid (°C) date du record   | −20,3 07.01.1985 | −12,9 11.02.1986 | −9,6 01.03.05   | −3 08.04.03   | −0,2 01.05.1976 | 4 04.06.1984  | 6,6 22.07.1980 | 5,1 30.08.1986 | 1,7 22.09.1977 | −3,7 31.10.1997 | −8,1 27.11.1989 | −12,7 10.12.1980 | −20,3 1985 |
| Record de chaleur (°C) date du record | 20,4 10.01.15    | 22,4 24.02.1990  | 26,1 22.03.1990 | 28,8 30.04.05 | 33,9 24.05.09   | 38,1 22.06.03 | 39,4 24.07.19  | 39,9 24.08.23  | 34,2 10.09.23  | 30,3 09.10.23   | 22,4 08.11.15   | 20,1 18.12.1989  | 39,9 2023  |
| Ensoleillement (h)                    | 727              | 993              | 1 678           | 1 826         | 2 165           | 2 515         | 2 786          | 2 469          | 186            | 1 235           | 717             | 504              | 19 473     |
| Précipitations (mm)                   | 55               | 46,9             | 54,1            | 72,4          | 82,7            | 70,7          | 67,4           | 70,6           | 86,6           | 101             | 92,1            | 63               | 862,5      |

## Urbanisme

### Typologie
Au 1er janvier 2024, Charvieu-Chavagneux est catégorisée ceinture urbaine, selon la nouvelle grille communale de densité à sept niveaux définie par l'Insee en 2022.
Elle appartient à l'unité urbaine de Charvieu-Chavagneux, une agglomération intra-départementale regroupant quatre  communes, dont elle est ville-centre,,. Par ailleurs la commune fait partie de l'aire d'attraction de Lyon, dont elle est une commune de la couronne,. Cette aire, qui regroupe 397 communes, est catégorisée dans les aires de 700 000 habitants ou plus (hors Paris),.

### Occupation des sols
L'occupation des sols de la commune, telle qu'elle ressort de la base de données européenne d’occupation biophysique des sols Corine Land Cover (CLC), est marquée par l'importance des territoires artificialisés (48,3 % en 2018), en augmentation par rapport à 1990 (37,6 %). La répartition détaillée en 2018 est la suivante : 
zones urbanisées (38,4 %), terres arables (36,2 %), zones industrielles ou commerciales et réseaux de communication (9,9 %), zones agricoles hétérogènes (7,2 %), forêts (7,2 %), prairies (1,1 %). L'évolution de l’occupation des sols de la commune et de ses infrastructures peut être observée sur les différentes représentations cartographiques du territoire : la carte de Cassini (XVIIIe siècle), la carte d'état-major (1820-1866) et les cartes ou photos aériennes de l'IGN pour la période actuelle (1950 à aujourd'hui).

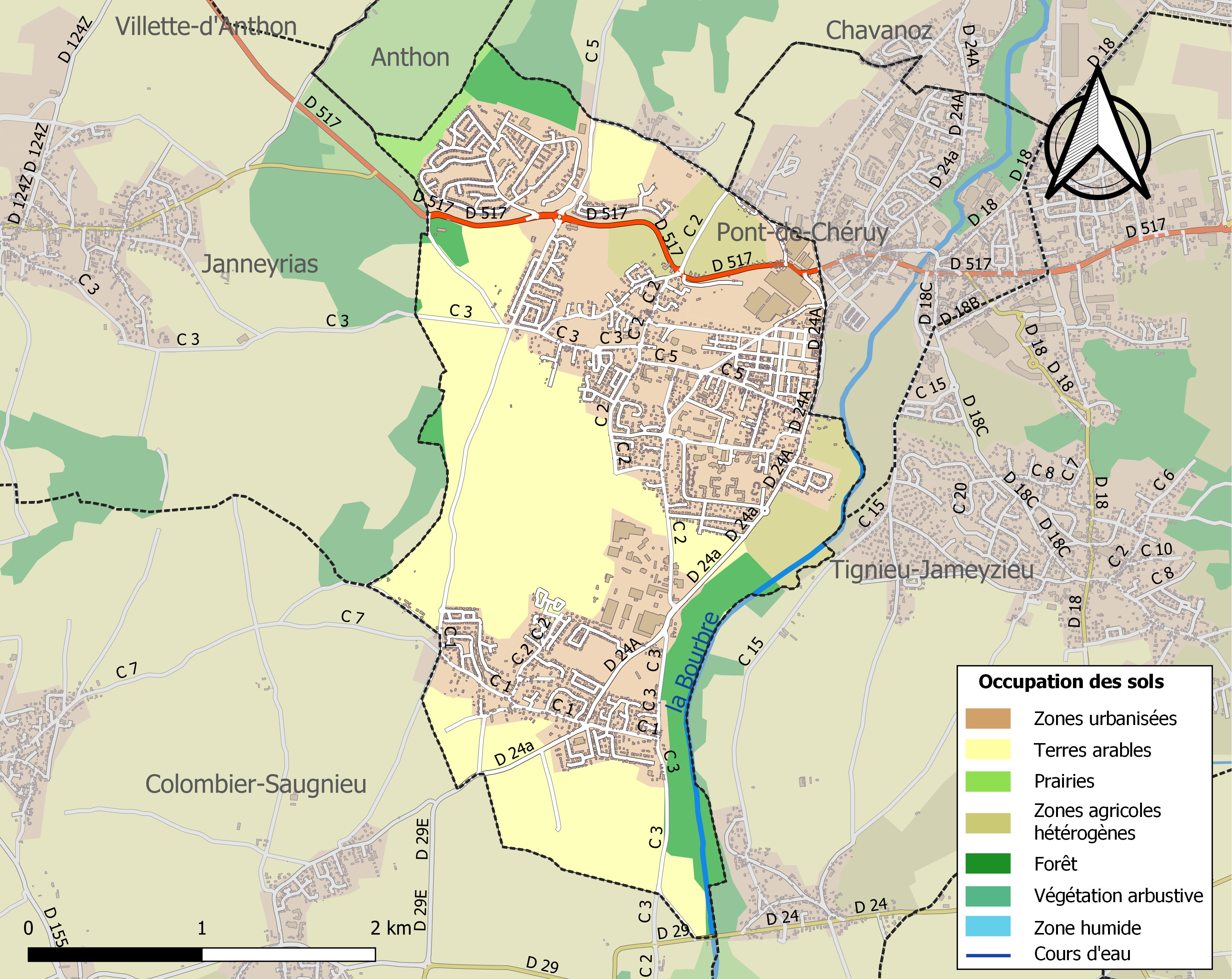
Carte des infrastructures et de l'occupation des sols de la commune en 2018 (CLC).

### Quartiers, hameaux et lieux-dits
Voici, ci-dessous, la liste la plus complète possible des divers hameaux, quartiers et lieux-dits résidentiels urbains comme ruraux qui composent le territoire de la commune de Charvieu-Chavagneux, présentés selon les références toponymiques fournies par le site Géoportail de l'Institut géographique national.
| - le Piarday - les Américains - le Constatin - les Saulèes - la Garenne - le Plan - Charvieu le haut | - Maisons Neuves - les Perves - les Dindes - le Gambeau - les Acacias - les Coutuses - la Roche | - Mollard du Clos - Malapalud - la Chaîne - Montbertrand (ZA) - le Piardet - Pierrelas - Claret | - Chavagneux - la Refeuille - les Verchères - Sous Janez - le Plan (déchetterie) - la Na - les Marais |

### Logement
En 2020, le nombre total de logements dans la commune était de 3 751, alors qu'il était de 3 294 en 2014 et de 2 893 en 2009.
Parmi ces logements, 96,4 % étaient des résidences principales, 0,4 % des résidences secondaires et 3,2 % des logements vacants. Ces logements étaient pour 71,8 % d'entre eux des maisons individuelles et pour 28,1 % des appartements.
Le tableau ci-dessous présente la typologie des logements à Charvieu-Chavagneux en 2020 en comparaison avec celles de l'Isère et de la France entière. Une caractéristique marquante du parc de logements est ainsi une proportion de résidences secondaires et logements occasionnels (0,4 %) inférieure à celle du département (8,3 %) et à celle de la France entière (9,7 %). Concernant le statut d'occupation des résidences principales, 71,3 % des habitants de la commune sont propriétaires de leur logement (66,5 % en 2014), contre 61,2 % pour l'Isère et 57,5 pour la France entière.
| Typologie                                               | Charvieu-Chavagneux | Isère | France entière |
| ------------------------------------------------------- | ------------------- | ----- | -------------- |
| Résidences principales (en %)                           | 96,4                | 84    | 82,1           |
| Résidences secondaires et logements occasionnels (en %) | 0,4                 | 8,3   | 9,7            |
| Logements vacants (en %)                                | 3,2                 | 7,7   | 8,2            |

### Voies de communication et transports

#### Voies de communication

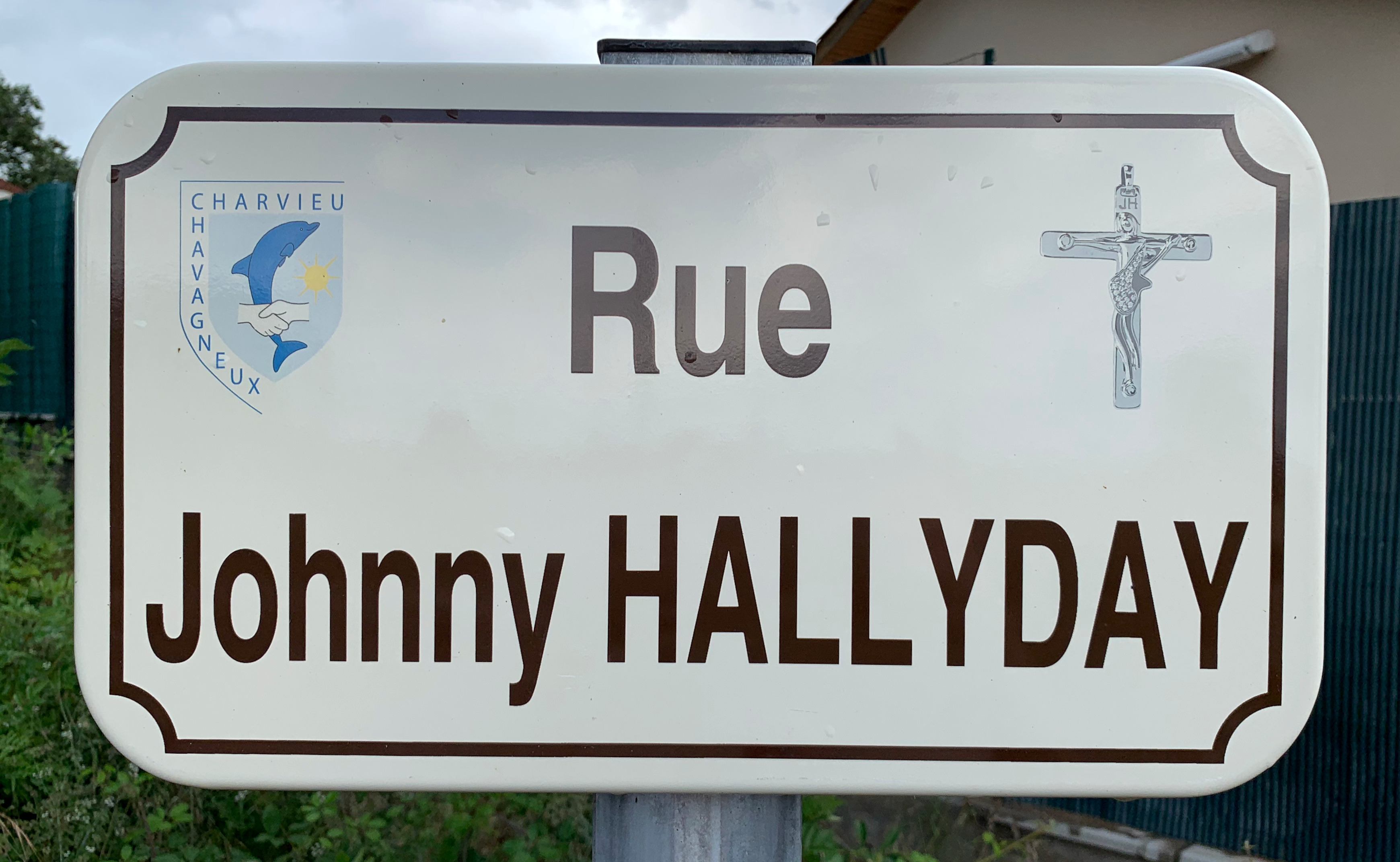
Panneau de la rue Johnny-Hallyday à Charvieu-Chavagneux.

Le territoire de Charvieu-Chavagneux est traversé par une route à grande circulation, la RD517 et une route d'importance secondaire, la RD24a :
- La route départementale 517 (RD517) correspond au tracé de l'ancienne route nationale 517, déclassé en route départementale à la suite de la réforme de 1972. Elle permet de relier Lyon à Morestel en traversant les communes de Villeurbanne, Meyzieu, Janneyrias, Charvieu-Chavagneux, Pont de Chéruy, Crémieu, Passins et Morestel.
- La RD24a permet de relier la commune de Chavanoz par détachement de la RD55 à la commune de Colombier-Saugnieu.
- La commune fut la première à donner le nom du chanteur français Johnny Hallyday à l'une de ses rues en 2013[15].

#### Transports publics

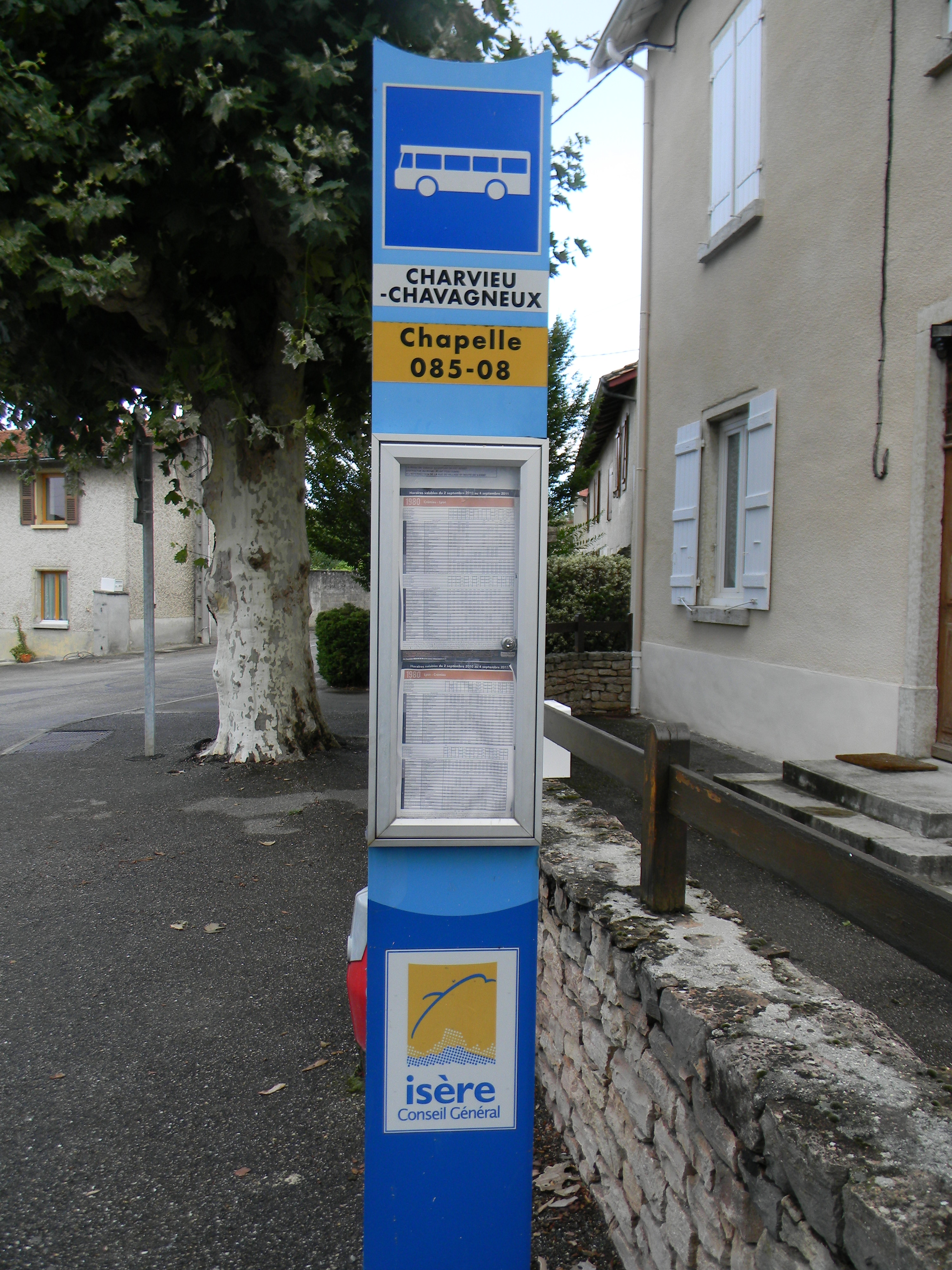
Arrêt d'autocar des VFD dans la commune.

Le nord du territoire communal est traversé par l'ancienne ligne du chemin de fer de l'Est de Lyon qui est désaffectée depuis 2003. La partie située dans le département du Rhône est utilisée par la ligne T3 du tramway de Lyon et la navette Rhônexpress pour l'aéroport Saint-Exupéry.

#### Transports routiers
En 2020, la commune est desservie par les transports en commun gérés par le réseau Transisère, la ligne 1060 (Villefontaine - Pont de Chéruy) et la ligne Express 4 (EXP4) qui la relie au réseau lyonnais, 

#### Transports aérien et ferroviaire
La commune est riveraine de l'aéroport international de Lyon-Saint-Exupéry, quatrième aéroport français. La gare ferroviaire la plus proche est la gare de Lyon-Saint-Exupéry TGV qui dessert ce même aéroport.

### Risques naturels et technologiques

#### Risques sismiques
L'ensemble du territoire de la commune de Charvieu-Chavagnieux est situé en zone de sismicité n°3 (sur une échelle de 1 à 5), comme la plupart des communes de son secteur géographique.
| Type de zone | Niveau            | Définitions (bâtiment à risque normal) |
| ------------ | ----------------- | -------------------------------------- |
| Zone 3       | Sismicité modérée | accélération = 1,1 m/s2                |

#### Autres risques
Selon la préfecture de l'Isère, la commune n'est soumis à aucun des risques naturels, miniers, technologiques répertoriés, mais elle comprend un ou plusieurs secteurs liés aux risques de pollution des sols.

## Toponymie
Le nom Charvieu vient du latin Calvus, qui prit au XIIIe siècle le nom Chalveu.

## Histoire

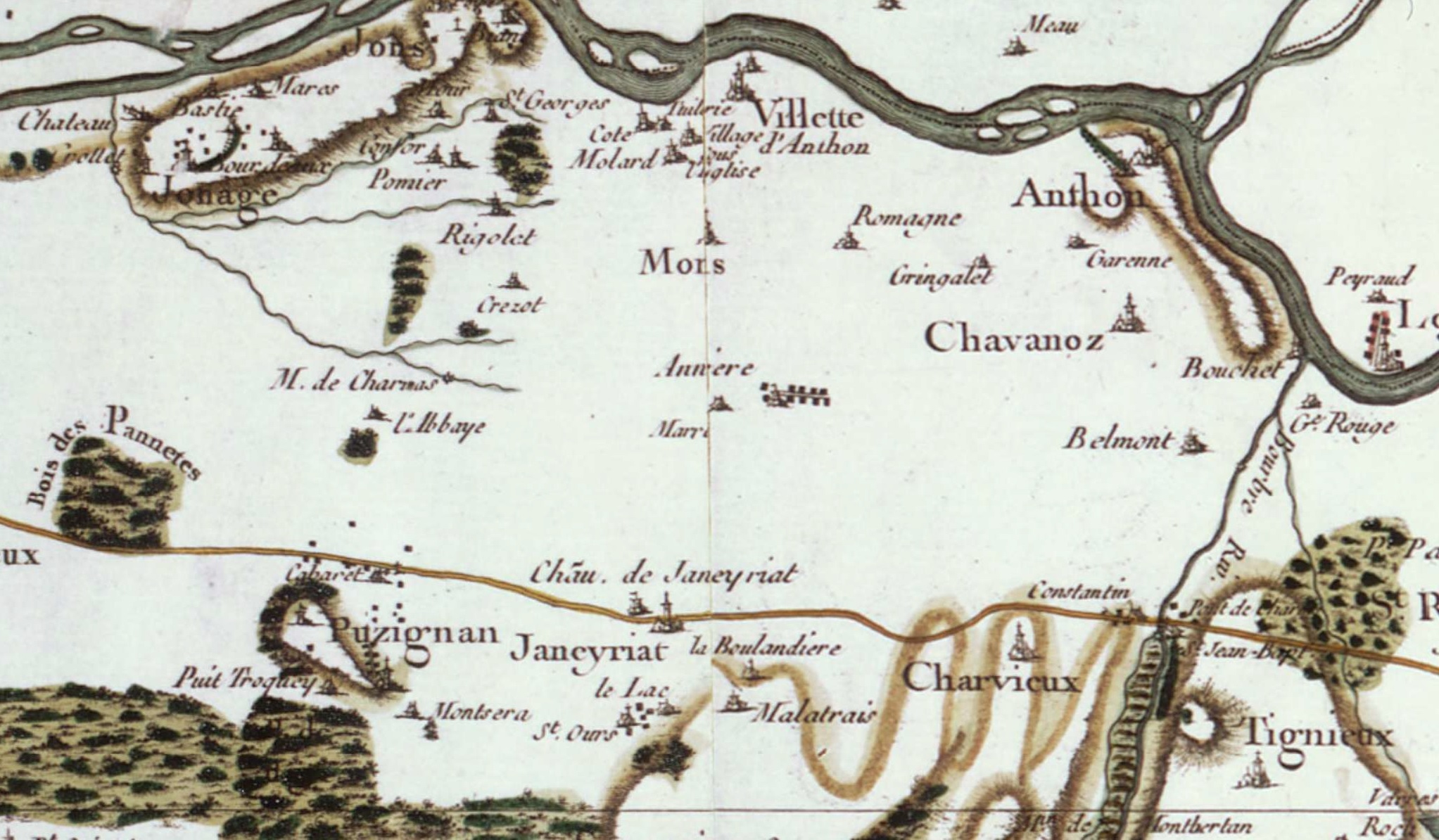
Mention de Charvieux sur la carte de Cassini.

La commune actuelle est issue de la fusion, en 1961, des communes de Charvieu (2 355 habitants en 1954) et de Chavagneux-Montbertrand (182 habitants en 1954).

### Antiquité
Durant l'époque gallo-romaine le territoire de la commune est traversé par trois voies dont l'origine est certainement plus ancienne : la route de Saint-Claude à Vienne, la route de Lyon à Crémieu et la route d'Anthon à Charvieu.

### Moyen Âge
Milon de Vaux, Seigneur de Chavagneux, reconnait en avril 1319 tenir en fief du Prince de la Dombes, le donjon de Chavagneux qu’il tenait avant en franc-alleu. Le donjon qui comprenait quatre niveaux est mentionné dans des textes médiévaux. Il était occupé par la famille du Seigneur.

### Époque contemporaine
Dès 1849, Étienne-Claude Grammont installe une fabrique de fils d'acier dans les alentours de Charvieu qui voit alors, surtout durant la première moitié du XXe siècle, un fort afflux de main-d'œuvre étrangère (italienne, arménienne, grecque et polonaise notamment) logée à Charvieu. Le fils d'Étienne-Claude Grammont, Alexandre Grammont (1854-1925), va ainsi développer le logement ouvrier à Charvieu.

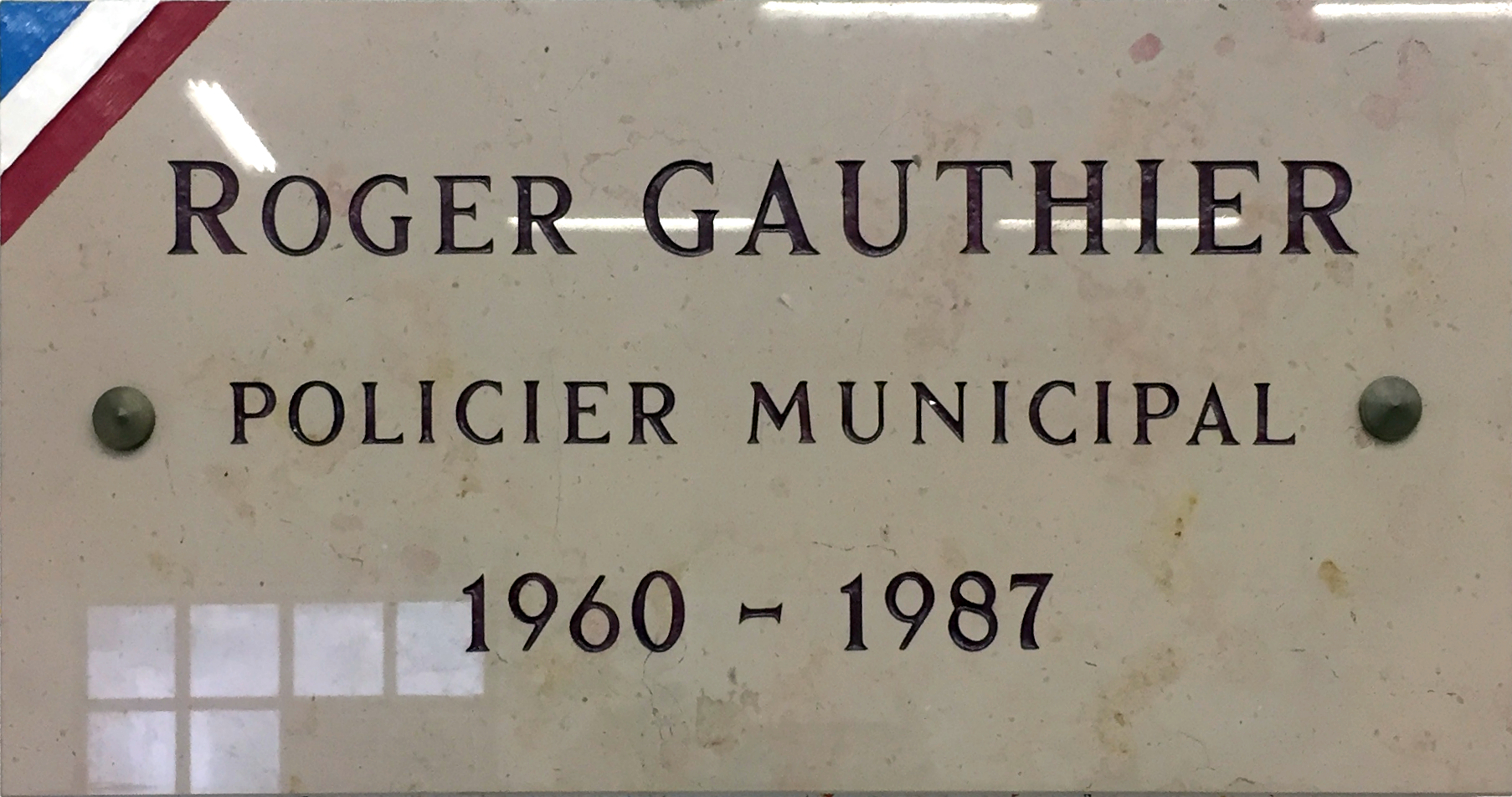
Plaque commémorative en hommage à Roger Gauthier à Charvieu-Chavagneux.

- Le 20 mai 1965, Roger Girerd (en) assassine dix personnes de sa famille dans une ferme de Charvieu-Chavagneux, avant de se suicider[26].
- Le 1er novembre 1987, le policier municipal Roger Gauthier est poignardé mortellement alors qu'il cherche à s'interposer lors d'une bagarre[27]. Une salle municipale porte son nom.
- Le 16 août 1989, très tôt, un bulldozer détruit la salle de prière de la mosquée de Charvieu[28],[29]. Des fidèles étaient alors en train de prier : il y eut un blessé. Le maire Gérard Dézempte qui s'était opposé à ce projet de mosquée est soupçonné de l'avoir fait sciemment. Il s'en défend en déplorant une « erreur sur l'endroit des travaux »[30],[31].

- En 2015, le maire Gérard Dézempte crée la polémique en affirmant vouloir n'accueillir que des réfugiés chrétiens dans la commune[32].
- En 2017, le maire Gérard Dézempte annonce interdire l’apprentissage de l'arabe et du turc dans les écoles de la commune[33].
- En 2017, au décès de Johnny Hallyday, Charvieu-Chavagneux est alors la seule ville de France à avoir une rue portant le nom du chanteur. Après plusieurs vols de plaques de cette voie, la mairie propose à la vente par correspondance de plaques identiques, envoyées par la poste[34].
- En 2018, lors du mouvement des Gilets jaunes, le maire Gérard Dézempte fait habiller trois statues de la ville (Le Petit Prince, une sirène et un dauphin) avec des gilets jaunes[35].
- En 2023, à la suite d'un signalement de la chambre régionale des comptes, une enquête préliminaire est ouverte à l'encontre de Gérard Dézempte pour des soupçons de porosité entre gestion municipale et financement de son parti « Reconquête ! »[36].

## Politique et administration

### Administration municipale
Le conseil municipal de Charvieu-Chavagneux est composé de vingt-neuf membres dont un maire, huit adjoints au maire et vingt conseillers municipaux.

### Liste des maires
| Période | Période  | Identité           | Étiquette                    | Qualité                                                                                                 |
| ------- | -------- | ------------------ | ---------------------------- | --- |
| 1961    | 1965     | Francisque Vincent | SFIO                         | Chef d'atelier                                                                                          |
| 1965    | 1983     | Félix Cottin       |                              | |
| 1983    | En cours | Gérard Dézempte    | RPR puis LR puis FN puis REC | Retraité de l'enseignement Conseiller général puis départemental Président de la Communauté de Communes |

| Période                                  | Période | Identité           | Étiquette | Qualité |
| ---------------------------------------- | ------- | ------------------ | --------- | ------- |
| 1832                                     | 1833    | Claude George      |           |         |
| 1833                                     | 1834    | Claude Gillibert   |           |         |
| 1834                                     | 1844    | Balthazar Gauthier |           |         |
| 1844                                     | 1848    | Joseph Bressy      |           |         |
| 1848                                     | 1865    | Balthazar Gauthier |           |         |
| 1865                                     | 1868    | Antoine Bellin     |           |         |
| 1868                                     | 1884    | Antoine Guicherd   |           |         |
| 1884                                     | 1895    | Paul Bernascon     |           |         |
| 1895                                     | 1896    | N*** Vessilier     |           |         |
| 1896                                     | 1925    | Alexandre Grammont |           |         |
| 1925                                     | 1935    | Jules Buchaillat   |           |         |
| 1935                                     | 1938    | Claudius Livet     |           |         |
| 1938                                     | 1944    | Alphonse Rigot     |           |         |
| 1944                                     | 1945    | Claudius Livet     |           |         |
| 1945                                     | 1959    | Jules Revelin      |           |         |
| Les données manquantes sont à compléter. |         |                    |           |         |

| Période                                  | Période | Identité            | Étiquette | Qualité |
| ---------------------------------------- | ------- | ------------------- | --------- | ------- |
| 1839                                     | 1846    | Jean Radix          |           |         |
| 1846                                     | 1848    | Théodore Reynaud    |           |         |
| 1848                                     | 1852    | Jean Butin          |           |         |
| 1852                                     | 1861    | Théodore Reynaud    |           |         |
| 1861                                     | 1865    | Claude Reynaud      |           |         |
| 1865                                     | 1870    | Jacques Curt        |           |         |
| 1870                                     | 1874    | Amans de Chavagneux |           |         |
| 1874                                     | 1888    | Petrus Pascalon     |           |         |
| 1888                                     | 1892    | Guillaume Guerrier  |           |         |
| 1892                                     | 1896    | Petrus Pascalon     |           |         |
| 1896                                     | 1897    | Jean-Pierre Bredy   |           |         |
| 1897                                     | 1929    | Paul Bernascon      |           |         |
| 1929                                     | 1934    | Fernand Bernascon   |           |         |
| 1934                                     | 1944    | Camille Latreille   |           |         |
| 1944                                     | 1953    | Benoît Cuaz-Perolin |           |         |
| 1953                                     | 1961    | Lucien Labbé        |           |         |
| Les données manquantes sont à compléter. |         |                     |           |         |

### Jumelages
- Nauheim (Allemagne) depuis 1978, dans le district de Darmstadt et le land de Hesse[40] ;
- Nole (Italie) depuis 1987, dans la province de Turin en Piémont[40] ;
- Etchmiadzin (Arménie) depuis 2015.

## Population et société

### Démographie

#### Évolution démographique
L'évolution du nombre d'habitants est connue à travers les recensements de la population effectués dans la commune depuis 1793. Pour les communes de plus de 10 000 habitants les recensements ont lieu chaque année à la suite d'une enquête par sondage auprès d'un échantillon d'adresses représentant 8 % de leurs logements, contrairement aux autres communes qui ont un recensement réel tous les cinq ans,.

En 2022, la commune comptait 10 459 habitants, en évolution de +12,56 % par rapport à 2016 (Isère : +3,07 %, France hors Mayotte : +2,11 %).
| 1793 | 1800 | 1806 | 1821 | 1831 | 1836 | 1841 | 1846 | 1851 |
| ---- | ---- | ---- | ---- | ---- | ---- | ---- | ---- | ---- |
| 168  | 119  | 208  | 283  | 308  | 382  | 418  | 433  | 470  |

| 1856 | 1861 | 1866 | 1872 | 1876 | 1881 | 1886 | 1891 | 1896 |
| ---- | ---- | ---- | ---- | ---- | ---- | ---- | ---- | ---- |
| 516  | 485  | 515  | 811  | 340  | 348  | 380  | 441  | 493  |

| 1901 | 1906  | 1911  | 1921  | 1926  | 1931  | 1936  | 1946  | 1954  |
| ---- | ----- | ----- | ----- | ----- | ----- | ----- | ----- | ----- |
| 743  | 1 041 | 1 160 | 1 945 | 2 390 | 2 090 | 1 965 | 2 056 | 2 355 |

| 1962  | 1968  | 1975  | 1982  | 1990  | 1999  | 2006  | 2011  | 2016  |
| ----- | ----- | ----- | ----- | ----- | ----- | ----- | ----- | ----- |
| 3 045 | 3 691 | 6 470 | 6 804 | 8 126 | 7 889 | 7 761 | 7 950 | 9 292 |

| 2021   | 2022   | - | - | - | - | - | - | - |
| ------ | ------ | - | - | - | - | - | - | - |
| 10 280 | 10 459 | - | - | - | - | - | - | - |

#### Pyramide des âges
La population de la commune est relativement jeune. En 2020, le taux de personnes d'un âge inférieur à 30 ans s'élève à 40,8 %, soit un taux supérieur à la moyenne départementale (36,8 %). Le taux de personnes d'un âge supérieur à 60 ans (18,7 %) est inférieur au taux départemental (24,4 %).
En 2020, la commune comptait 5 012 hommes pour 5 182 femmes, soit un taux de 50,83 % de femmes, inférieur au taux départemental (50,99 %).
Les pyramides des âges de la commune et du département s'établissent comme suit :
| Hommes | Classe d’âge | Femmes |
| ------ | ------------ | ------ |
| 0,3    | 90 ou +      | 0,7    |
| 5,3    | 75-89 ans    | 6,1    |
| 11,9   | 60-74 ans    | 13,2   |
| 16,7   | 45-59 ans    | 16,6   |
| 23,6   | 30-44 ans    | 24     |
| 15     | 15-29 ans    | 14,5   |
| 27,2   | 0-14 ans     | 24,9   |

| Hommes | Classe d’âge | Femmes |
| ------ | ------------ | ------ |
| 0,6    | 90 ou +      | 1,6    |
| 6,7    | 75-89 ans    | 8,7    |
| 15,3   | 60-74 ans    | 16,3   |
| 20,1   | 45-59 ans    | 19,6   |
| 18,8   | 30-44 ans    | 18,9   |
| 19     | 15-29 ans    | 17     |
| 19,4   | 0-14 ans     | 17,9   |

### Enseignement
La commune, qui est rattachée à l'académie de Grenoble, compte quatre écoles maternelles et quatre écoles primaires ainsi qu'un collège portant le nom de Martin Luther King et présentant un effectif de cinq cents élèves.

### Sports

#### Cyclisme

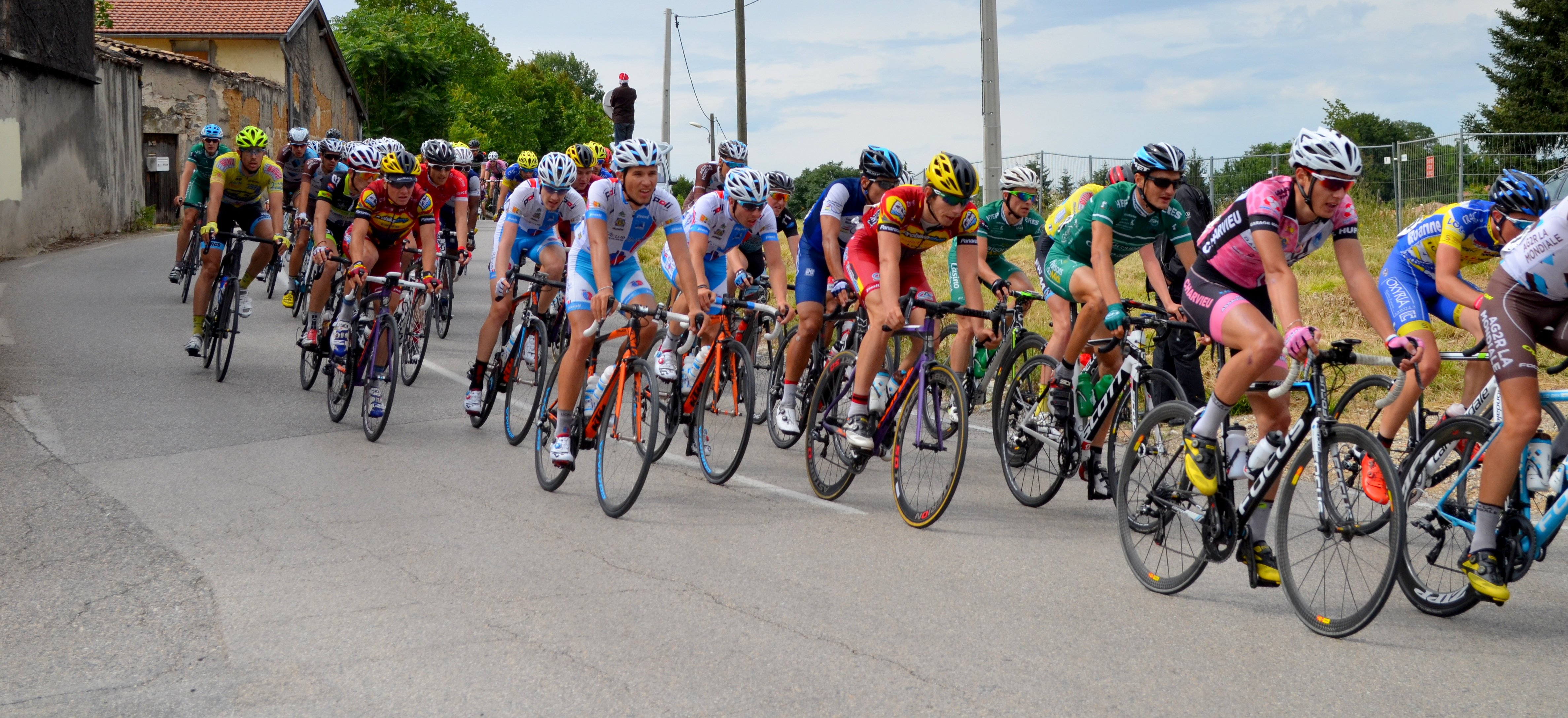
Le Grand Prix de Charvieu-Chavagneux 2016.

- Le Grand Prix de Charvieu-Chavagneux est organisé annuellement le 14 juillet par le club de cyclisme Charvieu-Chavagneux IC. Le Charvieu-Chavagneux IC évolue en DN1 depuis 2020.
- Le club Charvieu-Chavagneux IC a par ailleurs monté depuis 2019 une structure UCI de cyclo-cross nommée Team Cross Safir Ganova. Elle regroupe à son origine les cyclistes Fabien Canal, Aloïs Falenta, Marlène Petit, Victor Thomas et Benjamin Rivet[46].
- La ville est régulièrement ville-étape de courses par étapes. Ce fut entre autres le cas lors du Critérium du Dauphiné libéré 1998 ou encore du Rhône-Alpes Isère Tour en 2017.

### Médias
Historiquement, le quotidien à grand tirage Le Dauphiné libéré consacre, chaque jour, y compris le dimanche, dans son édition du Nord-Isère, un ou plusieurs articles à l'actualité de la ville, ainsi que des informations sur les éventuelles manifestations locales, les travaux routiers, et autres événements divers à caractère local.

### Cultes

#### Christianisme
La communauté catholique de Charvieu-Chavagneux et ses deux églises sont desservies par la paroisse Sainte-Blandine-de-la-Bourbre, elle même rattachée au diocèse de Grenoble-Vienne :
- l'église Saint-Nizier de Chavagneux ;
- l'église Saint-Antoine de Charvieu.

Une église grecque orthodoxe ainsi qu'une église arménienne sont présentes sur le territoire communal :
- l'église grecque orthodoxe Saint-Alexandre ;
- l'église apostolique arménienne Saint-Nichan.

#### Autres cultes
- L'association islamique de Charvieu-Chavagneux gère une salle de prière.

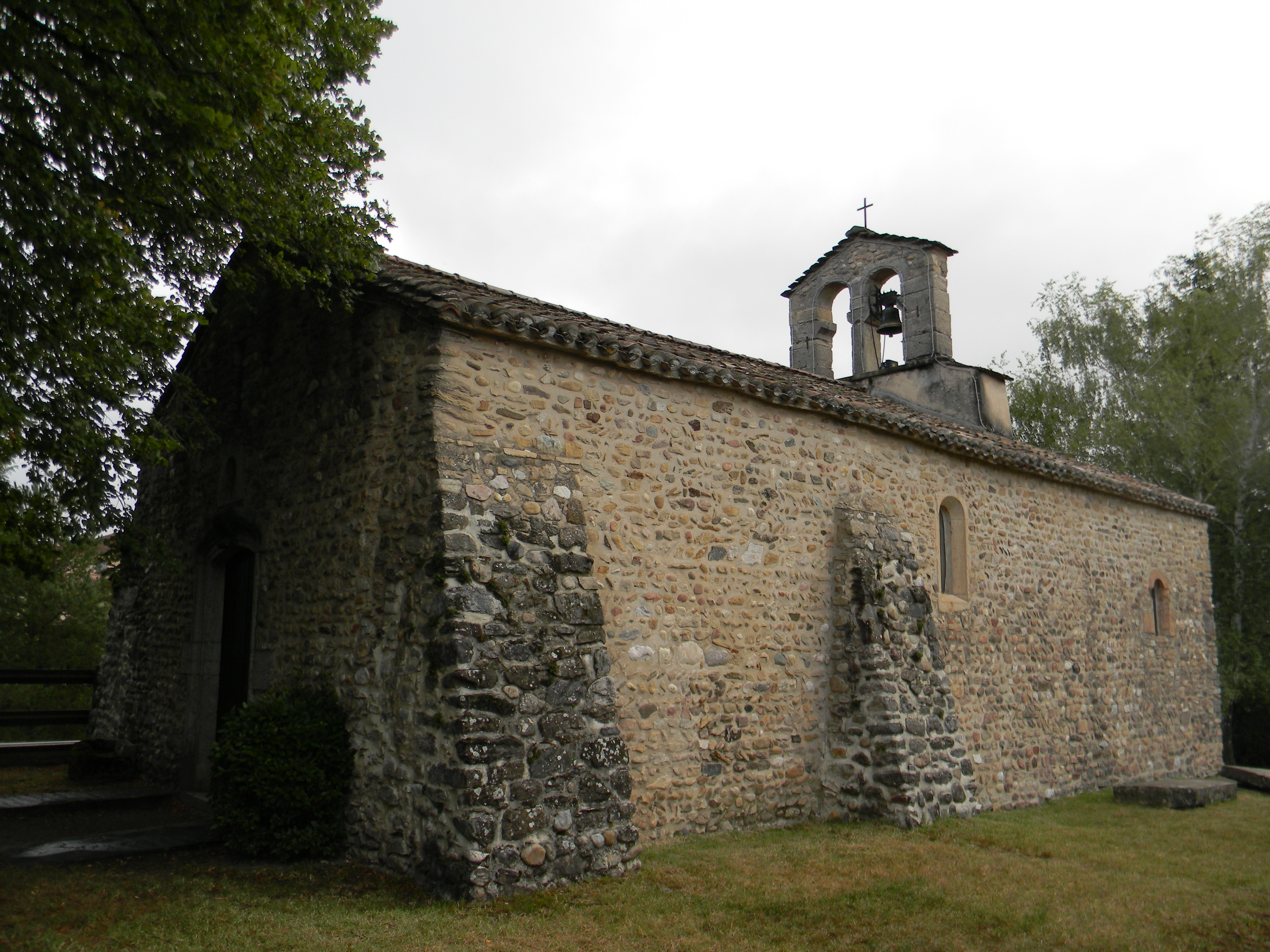
L'église Saint-Nizier de Chavagneux.
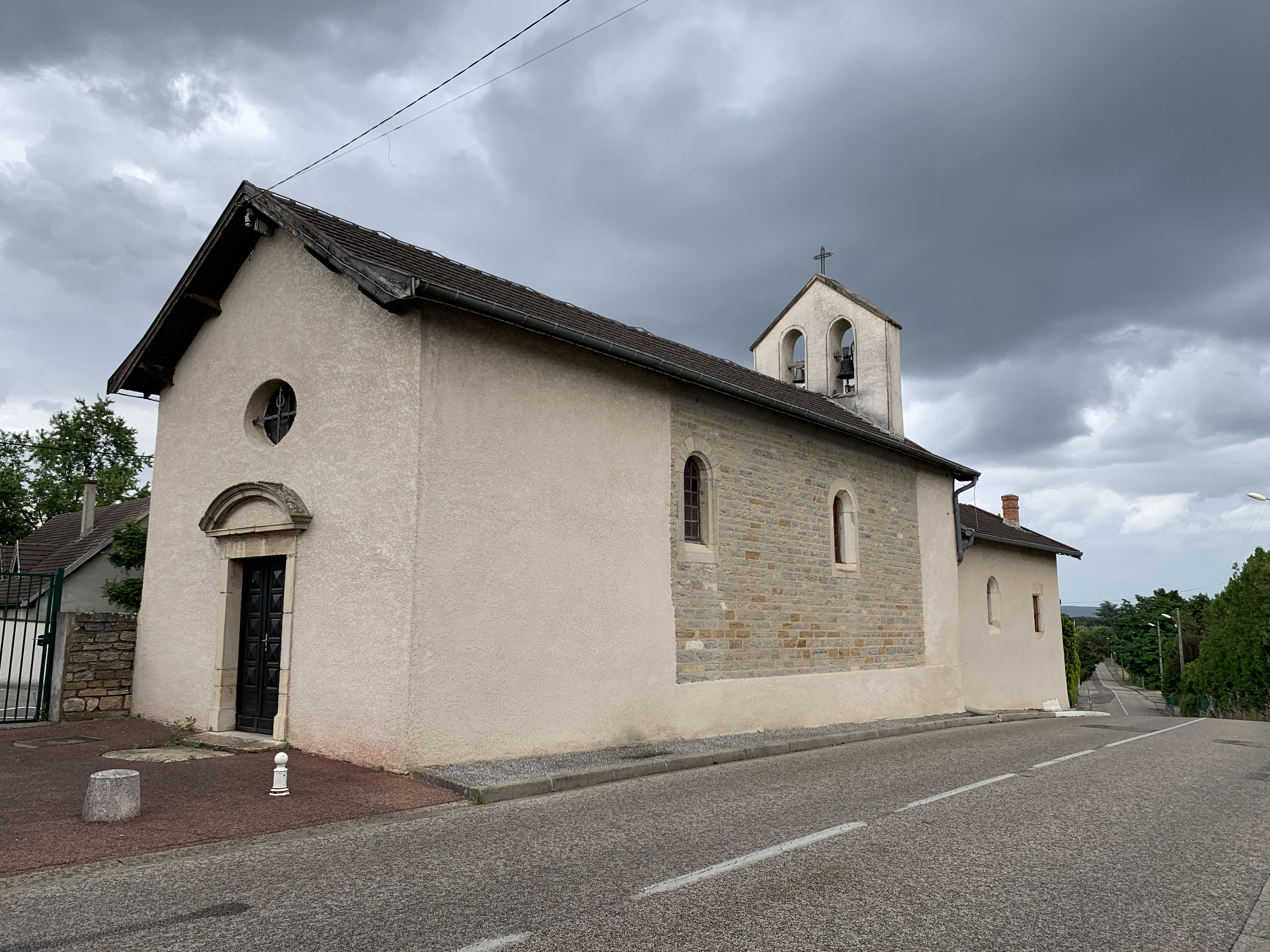
L'église Saint-Antoine de Charvieu.
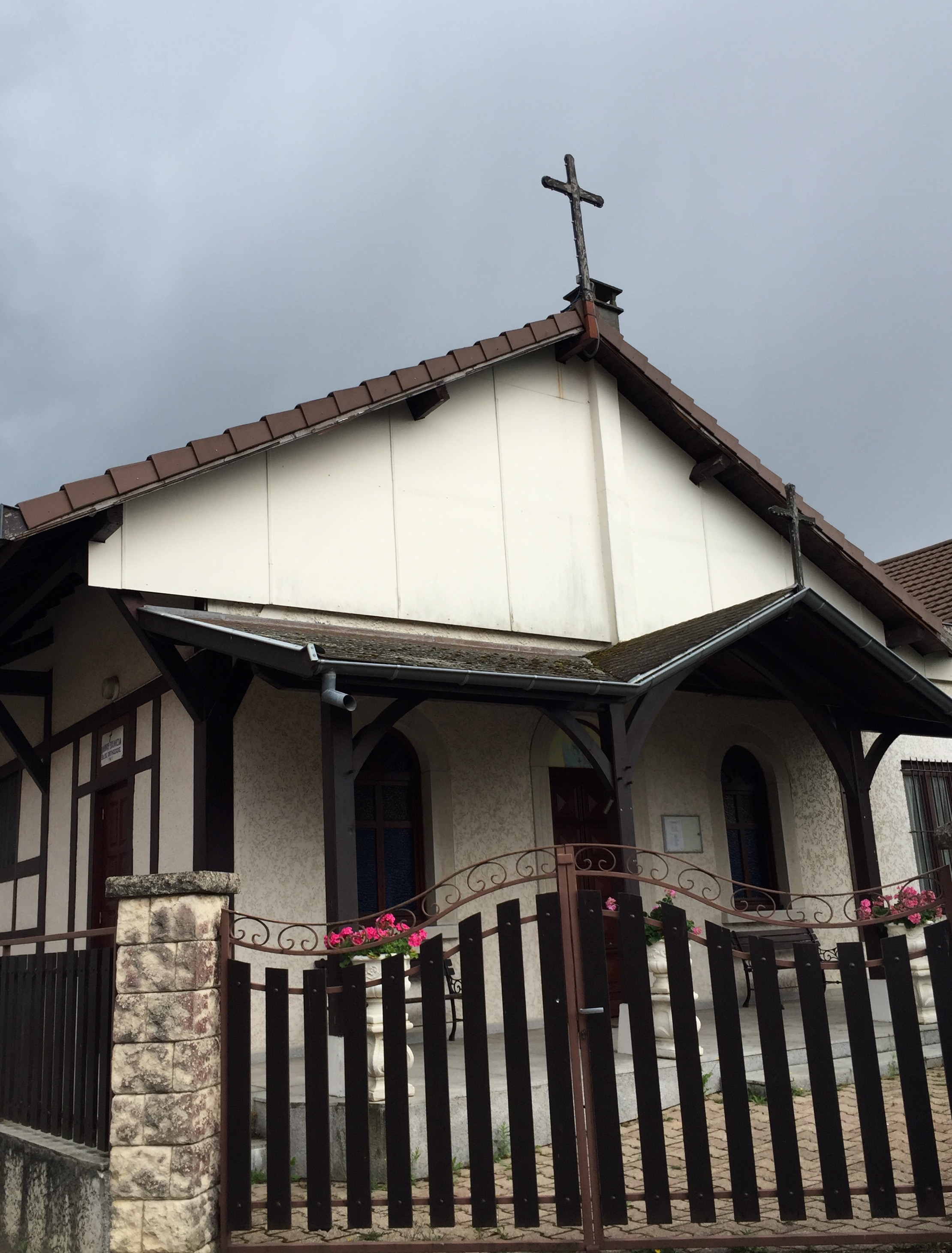
L'église orthodoxe grecque Saint-Alexandre.
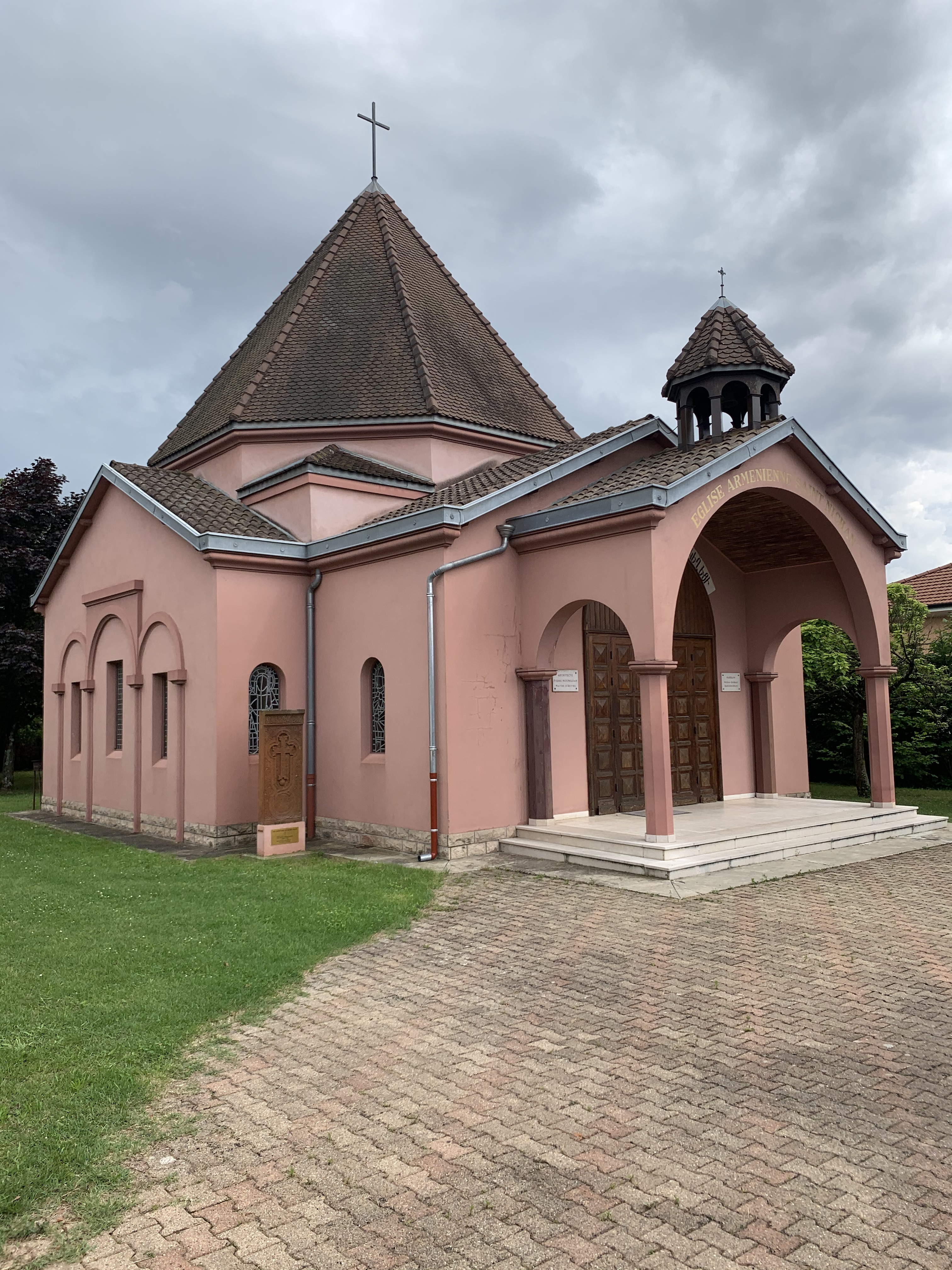
Église arménienne Saint-Nichan.

## Économie
La zone industrielle Montbertrand dessert plusieurs communes dont celle de Charvieu-Chavagneux.

## Culture locale et patrimoine

### Lieux et monuments

#### Monuments religieux
- L'église arménienne Saint-Nichan[49].
- L'église Saint-Antoine de Charvieu.
- L'église Saint-Nizier de Chavagneux qui date du XIIIe siècle[50].
- L'église grecque Saint-Alexandre.

#### Monuments civils
Le monument aux morts, situé au centre du bourg, se présente sous la forme d'une colonne commémorative quadrangulaire avec, sur le devant, la statue d'un soldat dit « Poilu » de la Première Guerre mondiale, le tout entouré d'une grille.

### Sites naturels

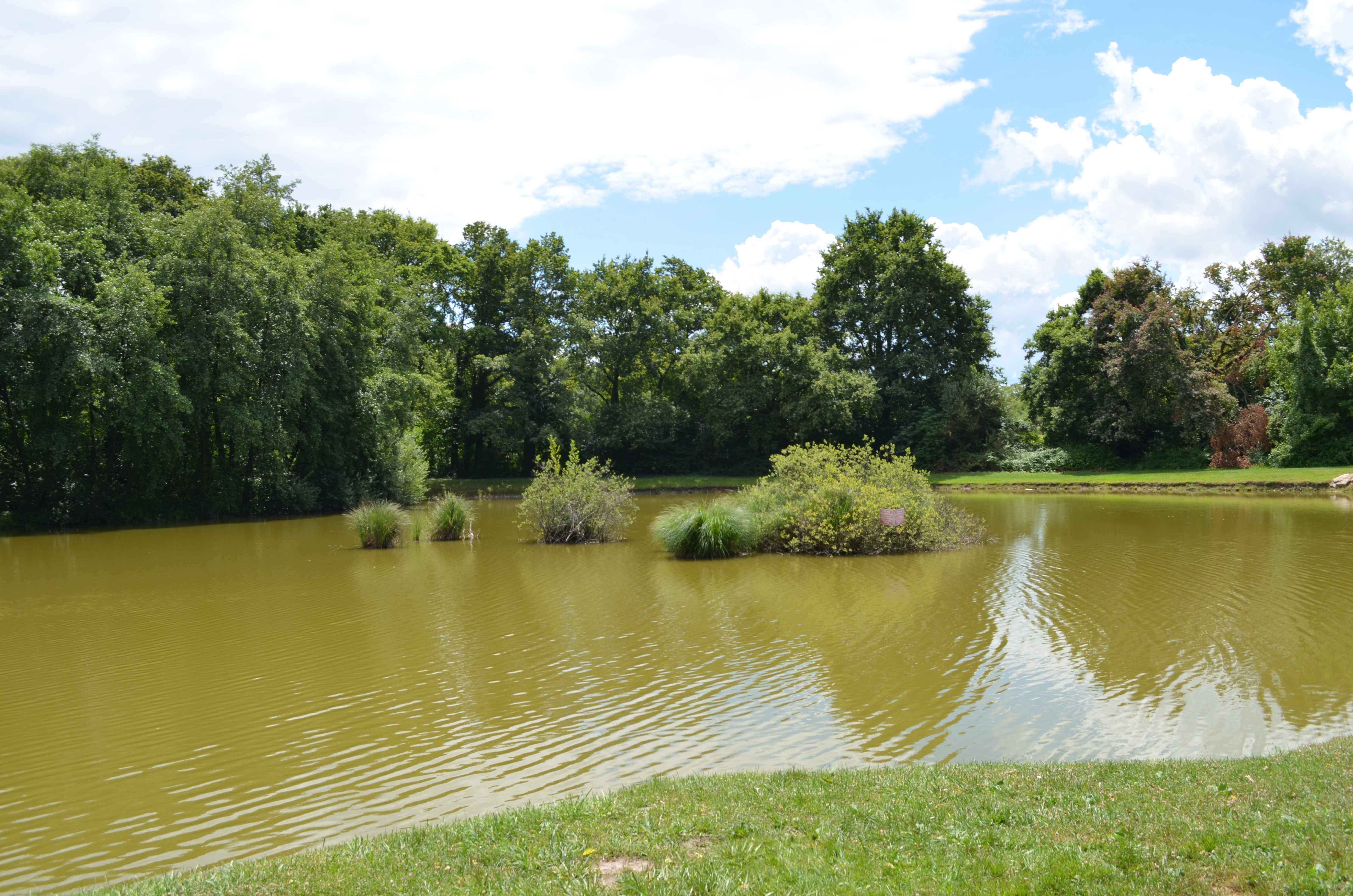
Lac de Fréminville.

#### Le site du lac de Fréminville
Situé dans la partie occidentale de la commune, le site du lac de Fréminville est classé « espace naturel sensible ». Celui-ci héberge de nombreuses espèces animales et végétales.
Des oiseaux (grèbe, héron, poule d’eau…)
Des mammifères (campagnol terrestre (rongeur), canard, cygne, oie…)
Des reptiles (lézard, couleuvre, tortue…)
Des batraciens (grenouille verte, crapaud…)
Des poissons (carpe, tanche, goujon, gardon, perche, brochet, black bass, poisson-chat…)
Des insectes (libellule, coléoptère aquatique, agrion, éphémère…)
et diverses plates (roseau, nénuphar, iris, jonc…)
Il existe également un parcours de santé et un centre équestre.

#### La ZNIEFF du marais de Lèchère-Merlan
Cette zone naturelle d’intérêt écologique, faunistique et floristique s'étend sur deux communes : celle de Janneyrias et celle de Charvieu-Chavagneux pour une superficie de 19,4 hectares. Elle se présente sous la forme d'une aulnaie-frênaie tourbeuse s'inscrivant dans un contexte suburbain avec de nombreuses espèces de plantes des marais et de tourbières.

### Personnalités liées à la commune

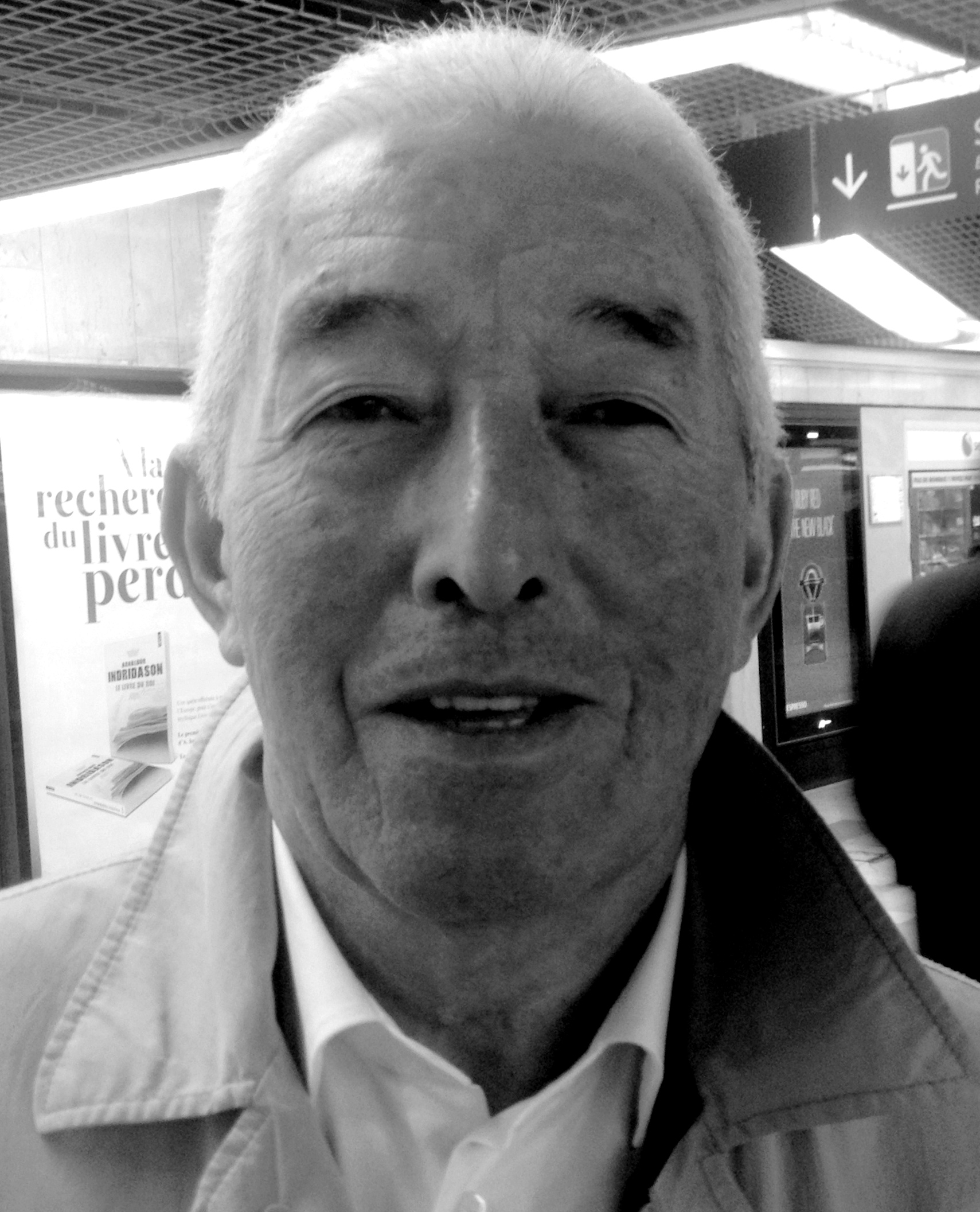
Jean Djorkaeff.

- Antoine Laurent Nugue (1757-1830), homme politique français, est né à Charvieu.
- Edward Stachura (1937-1979), poète polonais, est né à Charvieu.
- Jean Djorkaeff (1939-), joueur de football, est né à Charvieu.
- Philippe Goy (1941-), docteur ès sciences, chercheur au CNRS, écrivain de science-fiction, est né à Charvieu.

### Héraldique
|  | La poignée de mains signifie le rattachement des deux communes le 1er mai 1961, pour le reste, la terre et l'industrie, le tout sous un beau soleil. |